# Clamídia
A infeção por clamídia, vulgarmente denominada apenas clamídia, é uma infeção sexualmente transmissível causada pela bactéria Chlamydia trachomatis. A maior parte das pessoas infetadas não manifesta sintomas. Nos casos sintomáticos, os sintomas podem-se manifestar apenas ao fim de algumas semanas após a infeção. Em mulheres, os sintomas incluem corrimento vaginal ou ardor ao urinar. Em homens, os sintomas incluem corrimento do pénis, ardor ao urinar ou dor e inflamação de um ou dos dois testículos. Em mulheres, há o risco da infeção se propagar para o trato genital superior e causar doença inflamatória pélvica, o que pode posteriormente estar na origem de infertilidade ou de uma gravidez ectópica. Sucessivas infecções dos olhos que não sejam tratadas podem causar tracoma, que é uma causa comum de cegueira em países em desenvolvimento.
A transmissão da clamídia pode ocorrer através de contacto sexual vaginal, anal ou oral, podendo também ser transmitida de uma mãe infetada para o bebé durante o parto ou até mesmo por objetos pessoais contaminados. As infeções nos olhos podem também ser transmitidas através do contacto pessoal, moscas e toalhas contaminadas em regiões com falta de saneamento básico. A bactéria Chlamydia trachomatis é exclusiva do ser humano. O diagnóstico da doença é geralmente feito em exames de rastreio, o qual é recomendado que seja realizado uma vez por ano em mulheres sexualmente ativas até aos 25 anos, em grupos de risco e na primeira consulta durante a gravidez. O exame pode ser realizado numa amostra de urina ou num esfregaço do colo do útero, vagina ou uretra. No caso de infeções situadas na boca ou no ânus, são recolhidos esfregaços dessas áreas.
A prevenção consiste no uso de preservativo, em ter contacto sexual apenas com uma pessoa não infetada ou na abstinência sexual. A clamídia pode ser curada com a administração de antibióticos, sendo geralmente usadas a azitromicina e a doxiciclina. Em bebés e durante a gravidez, são recomendadas a eritromicina ou azitromicina. Os parceiros sexuais devem igualmente ser tratados. As pessoas infetadas são aconselhadas a se absterem de contacto sexual durante, pelo menos, sete dias e até os sintomas desaparecerem. As pessoas infetadas são também testadas para a presença de gonorreia, sífilis e VIH. As pessoas infetadas devem realizar novos testes três meses após o tratamento.
A clamídia é uma das doenças sexualmente transmissíveis mais comuns, afetando em todo o mundo cerca de 4,2% das mulheres e 2,7% dos homens. Em 2015, ocorreram cerca de 61 milhões de novos casos. As infeções são mais comuns na faixa etária entre os 15 e os 25 anos de idade e mais comuns entre as mulheres. Em 2015, as infeções por clamídia foram responsáveis por cerca de 200 mortes. O termo "clamídia" tem origem no grego antigo χλαμύδα, que se traduz por "manto".

## Causa
A clamídia é transmitida por sexo vaginal, anal ou oral sem preservativo. Também pode ser transmitida ao bebê durante o parto ou por contato com toalhas ou roupas contaminadas. Ser curado de clamídia não previne novas infecções. A Chlamydia é um parasita intracelular obrigatório que produz esporos, o que torna sua disseminação mais fácil.[carece de fontes?] Na verdade, existem três espécies de Chlamydia que causam doenças em humanos: Chlamydia trachomatis, Chlamydia psittaci e Chlamydia pneumoniae. A espécie Trachomatis é a mais comum e causa infecção urinária e tracoma(infecção dos olhos). A espécie Pneumoniae causa doenças respiratórias semelhante a pneumonia causada por Micoplasmas. A espécie Psitaci causa psitacose, uma doença respiratória transmitida pelos psitacídeos (araras, papagaios e periquitos).

## Sinais e sintomas
Em torno de 75% das mulheres e 50% dos homens infectados não apresentam sintomas. Caso os sintomas apareçam, eles geralmente se manifestam entre 1-3 semanas depois da contaminação através do sexo. Os possíveis sintomas incluem:
- Ardor ao urinar (disúria);
- Secreção genital anormal;
- Dor durante a relação sexual.

Nas mulheres, a bactéria inicialmente infecta o cérvix ou a uretra. Quando a infecção se espalha do cérvix às trompas de Falópio, algumas mulheres ainda podem não apresentar nenhum sintoma, outras têm dores no abdômen inferior e na parte de baixo das costas, náusea, febre, dor durante o sexo e sangramento entre os ciclos menstruais. A infecção vaginal de clamídia pode se espalhar para o reto por tecidos. Homens também podem ter coceira ao redor da abertura do pênis. Dor e inchaço nos testículos são incomuns. Homens ou mulheres que fizeram sexo anal receptivo, podem adquirir infecção de clamídia no reto, o que pode causar dor na região, secreções ou sangramento. Clamídia também pode afetar a garganta de quem fez sexo oral com um parceiro infectado causando faringite bacteriana.

## Complicações
Clamídia pode infectar as vias reprodutivas, causando doença inflamatória pélvica e infertilidade, tanto em homens quanto em mulheres. Essas complicações são mais comuns em mulheres. Além disso, aumenta o risco do feto se implantar fora do útero (gravidez ectópica).

## Prevenção
O uso de preservativo, inclusive em sexo anal ou oral, reduzem o risco de todas IST.

## Epidemiologia
Segundo a OMS, a doença responde por 25% das causas de infertilidade, sendo 15% nas mulheres e 10% nos homens. No Brasil, cerca de 10% das jovens na faixa de 15 anos a 24 anos, atendidas pelo Sistema Único de Saúde (SUS), são identificadas com a doença, de acordo com estudo elaborado em 2011 pela Secretaria de Estado da Saúde de São Paulo.

## Tratamento
Clamídia pode ser curada com uma dose única injetável de antibióticos ou com comprimidos por uma semana, geralmente azitromicina ou doxiciclina. As complicações, como infertilidade, podem precisar de cirurgia. Todos os parceiros sexuais devem ser examinados, pois correm o risco de estarem infectados e desenvolverem complicações. Pessoas com clamídia devem abster-se de intercurso sexual por 7 dias, até que elas e seus parceiros sexuais estejam completamente curados, do contrário podem ser reinfectados.

## Galeria

Cervicite por clamídia em uma paciente do sexo feminino caracterizada por corrimento cervical mucopurulenta, eritema e inflamação.
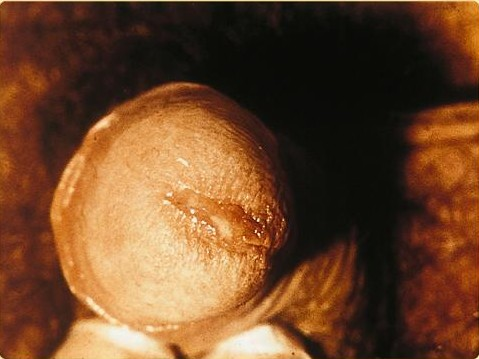
Em doentes do sexo masculino podem aparecer uma secreção branca, turva ou aquosa na ponta do pênis.
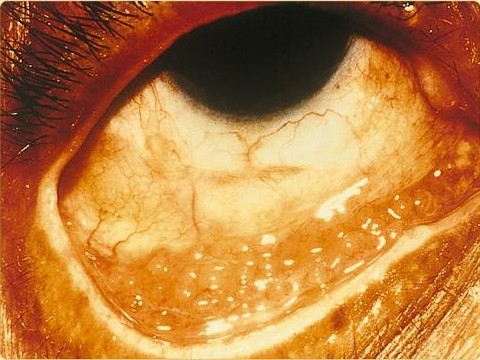
Conjuntivite causada pela clamídia